# Mästermyr
Mästermyr är ett till stora delar utdikat myrmarksområde på Gotland, väster om Hemse.
Myren utdikades 1902-10. Före utdikningarna omfattade myren 26,7 kvadratkilometer myrmark, varav 3,2 kvadratkilometer öppen vattenyta. Av myrytan var på 1930-talet 12 kvadratkilometer uppodlad. Som nödhjälpsarbete anlades 1920–21 22,5 kilometer vägar över Mästermyr.
Före utdikningen var Mästermyr en betydande rastplats för sjöfågel. Ett omfattande fiske förekom även i de utdikade sjöarna. Bland de försvunna sjöarna märks Tunngansträsk, Storträsk, Nydträsk, Risalaträsk och Eskesträsk.

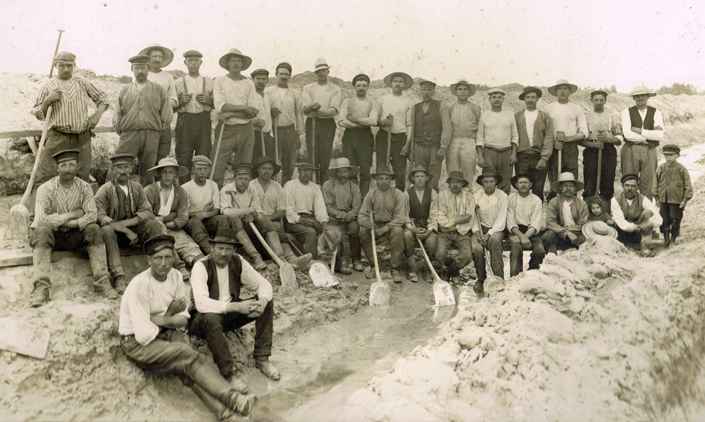
Arbetare dränerar Mästermyr 1902–1910.

Myren var tidigare allmänning tillhörande byar i sex socknar. 1775 skedde en uppmätning och kartläggning av myren och i samband med det även en delning av myren. Redan i samband med detta förekom planer på en utdikning för att förbättra avkastningen av myren genom utdikning. Någon sådan kom dock inte till stånd och det var först i slutet av 1880-talet sedan statsbidrag började ges för liknande projekt som tanken åter kom upp. En kostnadsberäkning gjordes och statsbidrag ansöktes men beviljades inte. I stället fick man möjlighet att ta ett statslån på 287 000 kronor för att förverkliga projektet. 1902 startade kanalrallarna slutligen projektet vid Snoderkvarn i närheten av Kvarnåkershamn. Man hade dock flera konflikter med Svenska Grovarbetareförbundet och strejker utbröt. 1907 tecknades ett nytt avtal med arbetarna. Projektet ledde ursprungligen av lantbruksingenjör C. A. Sylvan men övertogs sedan av ingenjör Konrad Valerius, som var mindre noggrann. Vid avsyningen såg dessutom schaktmästaren till att fuska vid utmätningen av dikesdjupet, något som senare kom att bli tydligt.
Eftersom markytan till en början mestadels var sank krävdes vägar. Det dröjde till efter första världskriget innan arbetet med att anlägga vägar i området kom igång. Arbetsstyrkan som bestod av 165 personer inkvarterades 60 i Hemse, 30 i Fardhem, 55 i Lejvide och 20 vid Stora Havor i Hablingbo. Snart visade sig även problem med att dikena och kanalen slammade igen. I samband med röjningsarbeten i kanalen 1944 visade det sig att sedan man rensat kanalens utlopp ned till berggrunden och när den stod torr stod fortfarande vattnet halvmeterdjupt längre upp i kanalen. Man hade inte skapat tillräcklig lutning i avloppskanalen. Först efter ordentlig mätning visade det sig 1950 att på en sträcka av 2,5 kilometer fanns en bergklack som låg en halvmeter över den bestämda bottennivån. Omfattningen av problemen kom att visa sig först i slutet av 1950-talet. Efter omfattande grävningsarbeten kom klacken att grävas bort. Senast 2003 genomfördes en ny rensning av kanalsystemet i myren.

## Mästermyrkistan

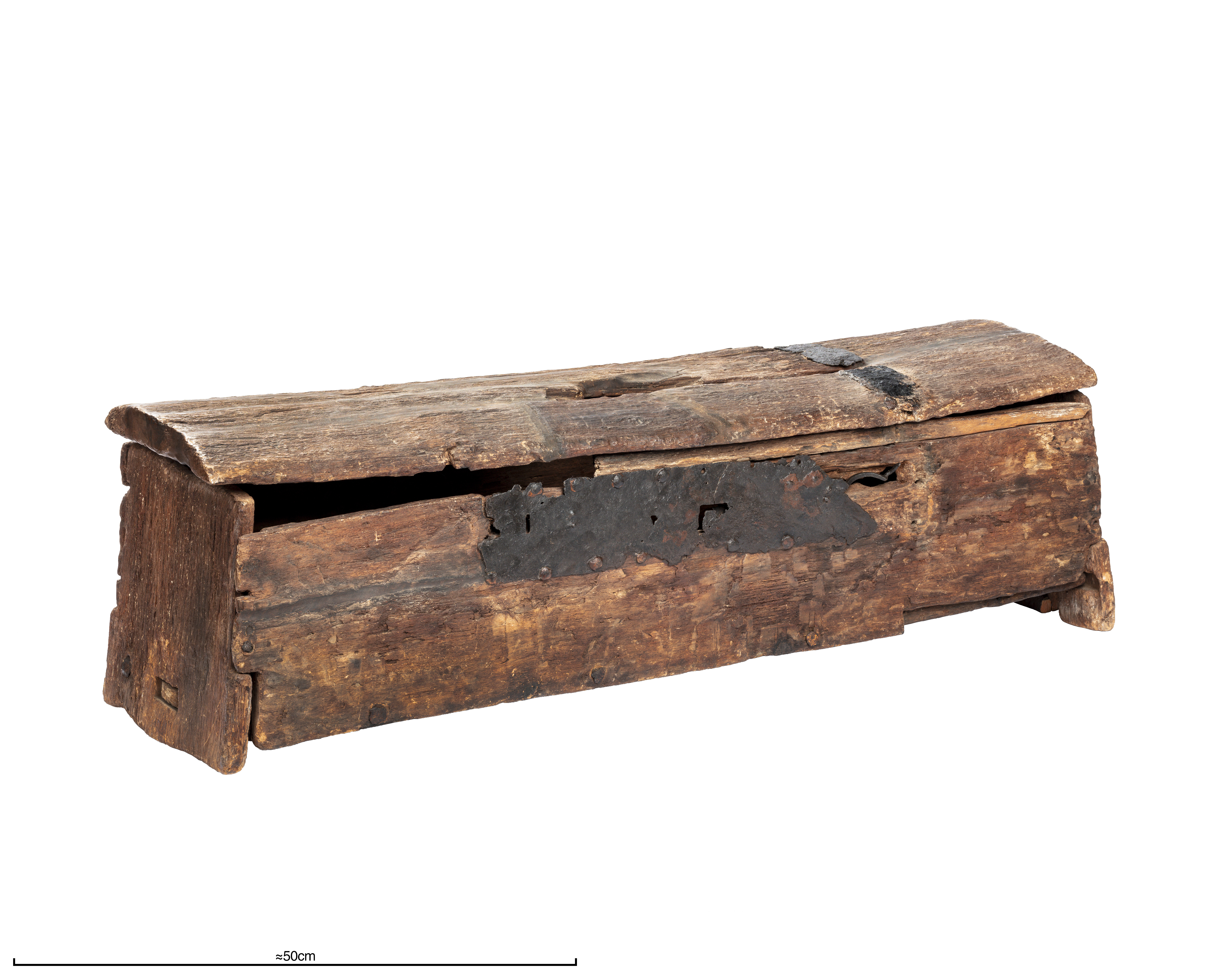
Verktygskistan

Myren har kallats Stormöir eller Majstremöir. Möjligen är namnet Mästermyr kopplat till den kista som 1936 påträffades i myren.
1936 hittades den så kallade Mästermyrkistan i den före detta myren. Det var en träkista som påträffades när området för första gången plöjdes. Kistan ger genom det stora antalet verktyg en värdefull inblick i vikingatidens teknologi. Fyndet förvaltas av Historiska museet i Stockholm. 
Merparten av fyndet hade lagts ner i kistan, men det fanns också föremål runt kistan. Tre kittlar av brons, tre skällor av järn samt en blosskorg. Troligen har alltsammans gått till botten då en båt kapsejsade, eftersom myren på den tiden var en öppen sjö. 
Kistan är 90 centimeter lång respektive 30 centimeter hög, tillverkad av ek med låsanordning av järn. Den var nästan inte alls skadad av traktorns plog trots den våldsamma behandling den fick klara av. Locket är lite välvt, gjord av plankor, kistan i sig är spikad av fyra olika långa plankor med sinkade hörn och en låsanordning av järn.